# South Stream
- Gazoduc Nabucco
- Gazoduc South Stream

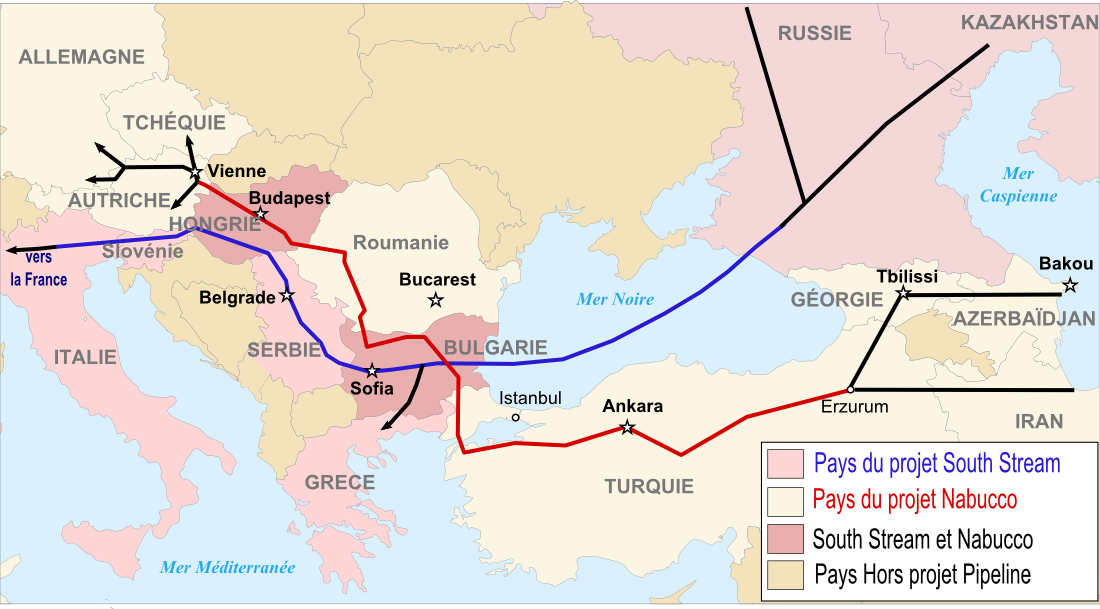
Tracés des projets de gazoducs via l'Europe du Sud :

South Stream /saʊθ stɹiːm/ (litt. « Flux du Sud » en anglais) était un projet de gazoduc paneuropéen qui, dès 2015, devait relier la Russie à l'Europe occidentale. Ce gazoduc devait avoir une capacité de 63 milliards de mètres cubes de gaz par an, qui devait être acheminé sous la mer Noire vers la Bulgarie, puis la Serbie, l'Italie et l'Autriche. Son coût était estimé à 25 milliards d'euros. Le 6 août 2009, la Turquie avait donné son feu vert à la pose du gazoduc dans ses eaux territoriales.
Le projet aurait permis à Gazprom de contourner l'Ukraine comme pays de transit, source de plusieurs conflits ayant provoqué des coupures d'approvisionnement de l'Europe. South Stream aurait permis aussi de contrôler une grande partie des livraisons du gaz en provenance des gisements gaziers de la mer Caspienne et du Kazakhstan, concurrençant directement le gazoduc alternatif Nabucco, soutenu par les États-Unis et l'Union européenne.
Début décembre 2014, Gazprom annonce l'abandon du projet,. Il est remplacé par le projet Turkish Stream allant de la Russie à la Turquie à travers la Mer noire, comme annoncé par le président russe Vladimir Poutine le 1er décembre 2014, durant une visite en Turquie. Le nom du projet est Turkish Stream.
Le Tesla Pipeline relierait la Grèce, la Serbie, la Hongrie, la Macédoine du Nord au Turkish Stream. Les pays d'Europe du Sud ont signé un mémorandum sur la construction du gazoduc qui devrait relier le Turkish Stream avec l'Autriche.

## Historique
La lettre d'intention de la construction de South Stream a été signée le 23 juin 2007 à Rome par Paolo Scaroni, PDG de la compagnie énergétique italienne ENI et le vice-président du gazier russe Gazprom - Aleksandr Medvedev - en la présence des ministres de l'énergie Pierluigi Bersani (Italie) et Viktor Khristenko (Russie). Le projet sera financé, détenu et opéré conjointement par Gazprom et ni, avec des participations ouvertes aux pays de transit.
En 2009, EDF négociait sa participation au projet au côté de l'italien ENI. En avril 2010, Vladimir Poutine déclarait que Gazprom et Eni céderaient 10 % chacun à EDF.
Le 7 décembre 2012, Gazprom lance symboliquement, en présence du président russe Vladimir Poutine, les premiers travaux de construction du gazoduc South Stream, destiné à livrer du gaz naturel à l'Union européenne via la mer Noire en évitant l'Ukraine,.
La suite significative des travaux et notamment le passage en off shore sous la Mer Noire ne devait débuter que courant 2013.
Le 1er décembre 2014, le président Vladimir Poutine annonce l'abandon du projet, le justifiant par le refus de la Bulgarie, sous pression de l’Union européenne, dont elle est membre, d’autoriser le passage du tuyau sur son territoire ; il a aussi vivement critiqué Bruxelles qui estime que les contrats signés par Gazprom pour ce projet violent les règles européennes de la concurrence, et annoncé une diminution des flux d'exportations énergétiques de la Russie : « l’Europe ne recevra plus les mêmes volumes de la Russie ,  mais c’est le choix de nos amis européens ». L'écrivain et ancien diplomate russe Vladimir Fédorovski voit dans cette décision un virage géopolitique majeur.
Le 29 décembre 2014, Gazprom annonce le rachat des parts du français EDF, de l'italien Eni et de l'allemand Wintershall (groupe BASF), mettant sous son contrôle la totalité de la société South Stream Transport BV.

## Description technique
Le gazoduc devrait transporter 63 milliards de mètres cubes de gaz chaque année. Les conclusions des études de faisabilité, effectuées par Saipem (filiale d'ENI) étaient attendues pour 2008. La construction était prévue pour être terminée moins de trois ans après son approbation par les autorités de concurrence de l'Union Européenne. La livraison était attendue vers 2013. La construction devrait, quant à elle, coûter 8,6 milliards d'euros. La fin des travaux du gazoduc était fixée au 31 décembre 2015, et les parties devaient s'employer à donner le coup d'envoi avant cette date, selon Alexeï Miller le président de South Stream.

## Tracé
Les 900 kilomètres (560 miles) de la section off shore de South Stream devraient débuter de la station de compression de Bregovaïa sur la côte russe de la mer Noire pour atteindre Varna en Bulgarie. De là, la route sud-ouest devrait continuer à travers la Grèce et la mer Ionienne jusqu'en Italie méridionale. La route nord-ouest devrait traverser la Bulgarie, la Serbie et la Hongrie jusqu'en Autriche. La partie Russe et Serbe du projet prévoit aussi l'extension de deux nouvelles branches partant de la Serbie vers la Bosnie et la Macédoine.

### Tracé bulgare
Dans le contexte de la crise ukrainienne, la Bulgarie, qui dépend presque entièrement des livraisons de gaz russe via l'Ukraine, est favorable au projet South Stream pour « diversifier les trajets » des livraisons. Néanmoins, après sa décision d'accorder le contrat de construction du gazoduc à la société russe Stroytransgaz, elle subit les pressions de l'ambassadeur des Etats-Unis Marcie Ries, puis de la a Commission européenne qui argue que les règles européennes pour les marchés publics n'avaient pas été respectées par la Bulgarie. La Commission adresse une lettre d'avertissement aux autorités bulgares, première étape d'une procédure d'infraction. Peu de temps après, en juin 2014, le Premier ministre Plamen Orecharski annonce la suspension des préparatifs de construction du gazoduc russo-italien.

### Tracé serbe

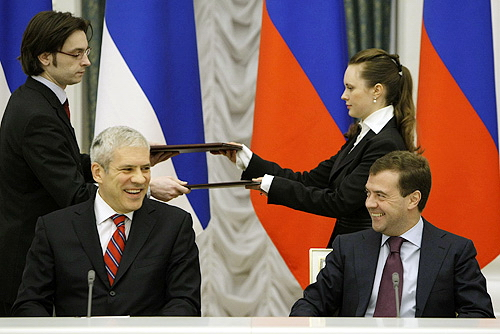
Les présidents serbe et russe, Boris Tadić et Dmitri Medvedev, signent l'accord sur la construction de South Stream en décembre 2008.

Dans le cadre du projet South Stream, près de 47 milliards de mètres cubes de gaz russe et d'Asie centrale seront acheminés chaque année en Europe. Gazprom a fait de la Serbie une de ses priorités dans la région. En effet, la Serbie sera le pays qui aura la plus grande partie du tracé sur son territoire, plus de 450 km, alors que la longueur totale du tronçon du gazoduc passant par la mer Noire sera d'environ 900 km. En Serbie sera également construit un réservoir souterrain (à Banatski Dvor) de gaz capable de contenir environ 300 millions de m3, de quoi fournir tous les pays d'Europe de l'Ouest pendant une certaine période en cas de coupure du réseau. Pour pouvoir entretenir l'infrastructure serbe de South Stream, il est prévu de créer une co-entreprise pour moderniser l'infrastructure serbe existante pour un coût total de 2 milliards €. La création de 100 000 emplois sera nécessaire pour la réalisation de la totalité de ce projet. Une fois le tracé terminé (en 2013), l'importance énergétique de la Serbie sera aussi grande pour l'Union européenne que l'Ukraine aujourd'hui, alors que l'importance de l'Ukraine pour Moscou sera moindre. La Serbie dépend du soutien de Moscou pour le Kosovo, elle est donc pour la Russie un partenaire bien plus fiable que l'Ukraine qui, elle, se tourne vers les États-Unis(voir Relations entre la Russie et la Serbie.)
En mai 2009, la Russie et la Serbie ont proposé à la Bosnie (plus particulièrement, la république serbe de Bosnie) et à la Macédoine d'être reliées à South Stream via la Serbie à partir de la ville de Paraćin, en 2011 les contacts avec le président serbe de la république serbe de Bosnie, Milorad Dodik confirment la déviation vers Banja Luka.
Le 15 mai 2009, le président Dušan Bajotović de Srbijagas (49 % des parts du projet South Stream en Serbie) et Gazprom (51 %) ont signé l'accord de création d'une filiale qui gérera le projet Gazprom en Serbie. Cette filiale serait basée en Suisse. À cette occasion, le président serbe Dusan Bajotovic a déclaré que le gazoduc ferait transiter entre 23,1 et 21,4 millions de mètres-cubes de gaz par an.

### Tracé hongrois
La Hongrie, dont près de 85 % du gaz naturel dans les années 2000 provient de Russie est également favorable au projet South Stream pour éviter d'être dépendante des aléas politiques en Ukraine.
Le projet devait partiellement remplacer l'extension prévue de Blue Stream vers la Turquie, au travers de la Bulgarie et la Roumanie vers la Hongrie. South Stream devait également anéantir tout espoir de voir Gazprom rejoindre le projet de gazoduc Nabucco.
Après que le groupe russe Gazprom a annoncé l'abandon du projet début décembre 2014, le Premier ministre hongrois Viktor Orban accuse l'Union européenne d’avoir fait échouer le projet de gazoduc South Stream.